# Pond (massa)

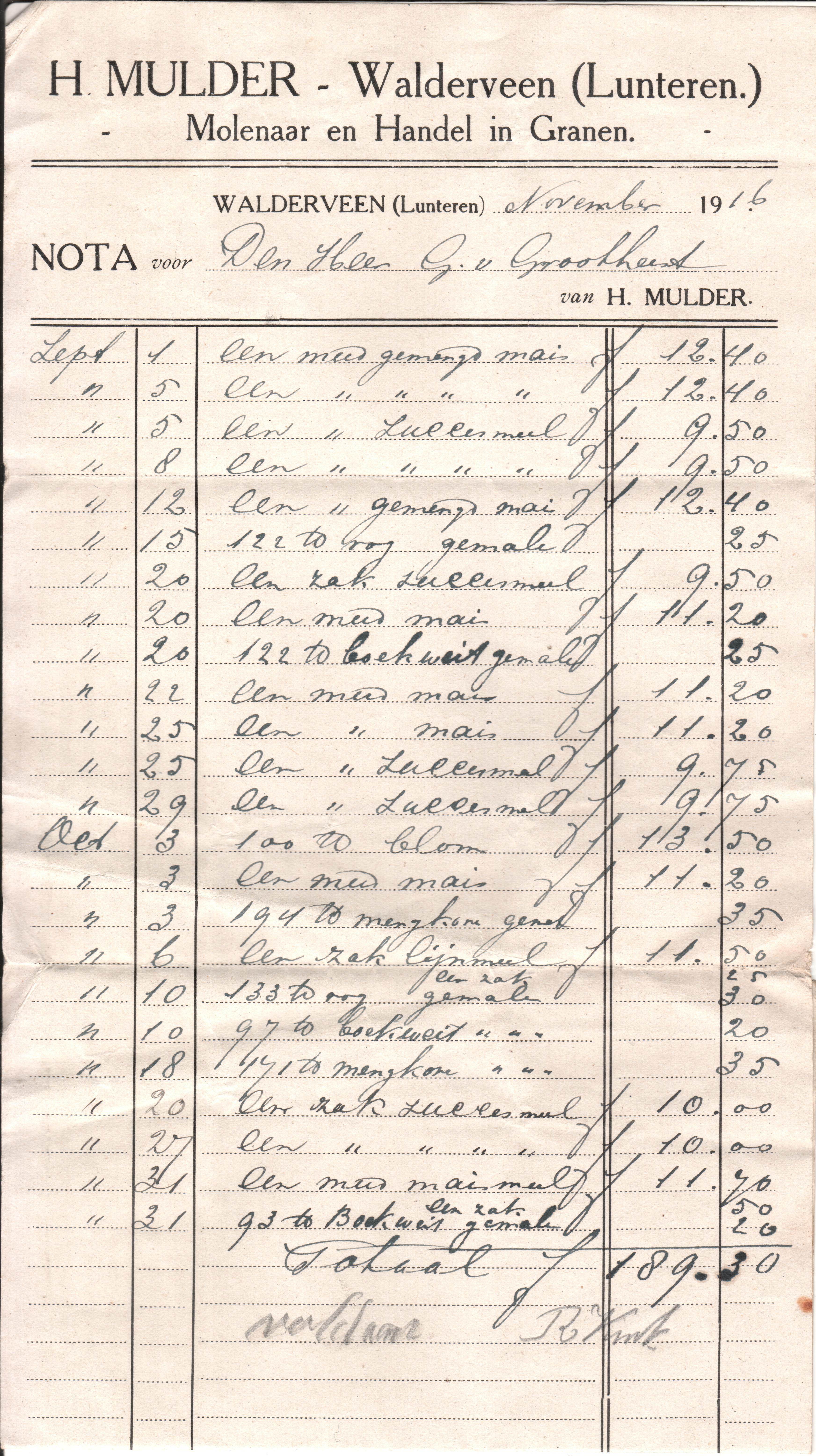
Maalrekening uit 1916 met de afkorting lb (libra, Latijn voor pond)

Een pond is een oude eenheid van massa, die over het algemeen 500 gram inhoudt.

## Geschiedenis
Het traditionele Nederlandse pond woog ca. 480 gram en was verdeeld in (meestal) 16 ons. Het Vlaamse pond woog ongeveer 433 gram. Zoals met veel maten, waren er bij beide plaatselijke verschillen en ook verschillen afhankelijk van het materiaal. De afkorting 'lb' staat voor libra en werd in Nederland tot in de twintigste eeuw gebruikt voor de aanduiding van het pond.
In 1820, toen het Nederlandse metrieke stelsel werd ingevoerd, werd de waarde van het Nederlandse pond bepaald op een kilogram. Vóór die tijd had het pond uiteenlopende waarden. 
Pas met de Wet van 7 april 1869 (Staatsblad No.57) werden oude benamingen, waaronder ook het pond, afgeschaft en vervangen door de tegenwoordig gebruikte aanduidingen, zoals kilogram. Met de IJkwet van 1937 werd het pond (ter waarde van een halve kilogram) officieel afgeschaft. In het alledaags spraakgebruik heeft het pond de waarde van een halve kilogram behouden; een waarde die dicht bij de oorspronkelijke waarde van voor 1820 ligt.

## Voorbeelden van voor 1820
- Het Amsterdamse pond (waaggewicht) was 494,09 gram
- Het Dendermondse pond was 433 gram
- Het Dendermondse pond in de Halle was 476 gram
- Het Gentse pond was 430 gram
- Het Gorinchemse pond was 466 gram
- Het pond in de Kasselrij van Oudburg en Land van Waas was 433,85 gram
- Het juwelierspond in de Kasselrij van Oudburg en Land van Waas was 489 gram
- Het medicijnenpond in de Kasselrij van Oudburg en Land van Waas was 275 gram
- Het Utrechtse zwaar pond was 497,8 gram

## Wettelijke aspecten
Omdat het pond, in tegenstelling tot de kilogram, niet wettelijk is omschreven, mogen winkeliers in sommige landen de term pond niet meer gebruiken. In Nederland heeft de Metrologiewet hierop betrekking. Bij een wettelijk vastgestelde eenheid van massa kan men zich er altijd op beroepen dat men te weinig of te veel heeft gekregen. Bij een pond is dat, vanwege het ontbreken van zo'n wettelijke vastlegging, niet mogelijk. Op prijskaartjes ziet men daarom de prijs per 500 gram.

## Andere ponden (massa)
- Een imperial pound of Engels pond (lb) is gedefinieerd als exact 0,45359237 kilogram (in een potje jam zit vaak 450 gram). Dit wordt ook wel avoirdupois pound genoemd. De afkorting 'lb' is afkomstig van het Latijnse woord voor pond, libra.
- In buitenlandse boks- en (show)worstelwedstrijden wordt het gewicht van de deelnemers vaak in lb gemeten en omgeroepen. Zo is 200 lb (pounds) ongeveer 91 kg (zwaargewicht).
- Het medicinale pond is ongeveer 0,375 kilogram. Het is onderverdeeld in 12 ons, ieder ons in 8 drachmes, ieder drachme in 3 scrupel en ieder scrupel in 20 grein. Daarmee is een grein ongeveer 0,065 gram.
- In het Romeinse Rijk was het pond, de libra, 322,5 g.
- Het scheepspond was bij de Hanze en in de Scandinavische landen een bevrachtingsmaat. Het Deense scheepspond staat voor 160 kg. en het Zweedse voor 170 kg.[2]